# Thecla thespia
Thecla thespia är en fjärilsart som beskrevs av William Chapman Hewitson 1870. Thecla thespia ingår i släktet Thecla och familjen juvelvingar. Inga underarter finns listade i Catalogue of Life.